# 加登鎮區 (堪薩斯州切羅基縣)
加登鎮區（英語：Garden Township）為美國堪薩斯州切羅基縣的鎮區。2010年美国人口普查中該鎮區人口有3,045人。

## 地理
加登鎮區涵蓋面積77.13平方（29.78平方英里），境內無城市設立。

### 墓園
根據美國地質調查局的資料，此鎮區擁有5座墓園：
- 費斯社區教會墓園（Faith Community Church Cemetery）
- 甘迪墓園（Gandy Cemetery）
- 洛厄爾墓園（Lowell Cemetery）
- 潘斯墓園（Pence Cemetery）
- 貴格瓦利墓園（Quaker Valley Cemetery）

### 溪流
通過此鎮區的溪流有：
- 肖爾溪（Shoal Creek）

## 人口統計
根據2010年美國人口普查，加登鎮區人口有3,045人，住房1,264戶，人口密度為39.48人/每平方公里。此鎮區居民之種族有88.8%為白人；0.39%為非裔美洲人；6.08%為美洲原住民；0.26%為亞洲人；0.03%為太平洋島民；0.16%為其他種族；另外有4.27%為混血種族。而西班牙裔或拉丁裔美洲人佔此鎮區人口的1.25%。

## 外部連結
- City-Data.com（页面存档备份，存于）